# Назаровское сельское поселение (Ярославская область)
Назаровское сельское поселение — муниципальное образование в составе Рыбинского района Ярославской области России.
Административный центр — деревня Назарово.

## География
Назаровское сельское поселение расположено вдоль левого берега Волги, ниже Рыбинска по течению, вплоть до Тутаевского района. С севера граничит с Арефинским сельским поселением, на северо-западе с Огарковским сельским поселением. С юго-запада ограничено рекой Волга. Автомобильная дорога от Рыбинска к Тутаеву по левому берегу Волги — основная транспортная артерия поселения. Граница с Арефинским поселением проходит по болотистым лесам и транспортная связь с ним только через Рыбинск.

## История
Назаровское сельское поселение образовано 1 января 2005 года в соответствии с законом Ярославской области № 65-з от 21 декабря 2004 года «О наименованиях, границах и статусе муниципальных образований Ярославской области», границы сельского поселения установлены в административных границах Назаровского и Шашковского сельских округов.

## Население
| 2007  | 2010  | 2011  | 2012  | 2013  | 2014  | 2015  |
| ----- | ----- | ----- | ----- | ----- | ----- | ----- |
| 2126  | ↘1984 | ↘1981 | ↘1955 | ↘1927 | ↘1924 | ↗1925 |
| 2016  | 2017  | 2018  | 2019  | 2020  | 2021  |       |
| →1925 | ↘1912 | ↘1877 | ↘1826 | ↘1825 | ↗2122 |       |

## Состав сельского поселения
В состав сельского поселения входят 89 населённых пунктов. 
| №  | Населённый пункт  | Тип населённого пункта          | Население | Сельский округ |
| -- | ----------------- | ------------------------------- | --------- | -------------- |
| 1  | Алексеевское      | деревня                         | →1        | Назаровский    |
| 2  | Алексеевское      | деревня                         | ↘1        | Шашковский     |
| 3  | Артюкино          | деревня                         | ↘0        | Назаровский    |
| 4  | Бавленка          | деревня                         | →3        | Шашковский     |
| 5  | Беловское         | деревня                         | →0        | Шашковский     |
| 6  | Боково            | деревня                         | →0        | Шашковский     |
| 7  | Болоново          | деревня                         | →6        | Шашковский     |
| 8  | Большое Троицкое  | деревня                         | →6        | Назаровский    |
| 9  | Борзово           | деревня                         | →0        | Шашковский     |
| 10 | Борисовка         | деревня                         | →0        | Назаровский    |
| 11 | Борок             | деревня                         | →2        | Назаровский    |
| 12 | Бурнаково         | деревня                         | →0        | Шашковский     |
| 13 | Варварино         | деревня                         | →0        | Шашковский     |
| 14 | Василево          | деревня                         | ↗2        | Шашковский     |
| 15 | Вокшерино         | деревня                         | ↘3        | Шашковский     |
| 16 | Гаврилово         | деревня                         | ↗42       | Назаровский    |
| 17 | Галзаково         | деревня                         | ↗5        | Назаровский    |
| 18 | Гаютино           | деревня                         | ↘0        | Назаровский    |
| 19 | Глинино           | деревня                         | →3        | Шашковский     |
| 20 | Головичино        | деревня                         | →1        | Назаровский    |
| 21 | Губино            | деревня                         | ↘1        | Шашковский     |
| 22 | Губино            | деревня                         | ↗5        | Шашковский     |
| 23 | Демидово          | деревня                         | →0        | Шашковский     |
| 24 | Дёмино            | деревня                         | ↗18       | Шашковский     |
| 25 | Деревенька        | деревня                         | ↘3        | Шашковский     |
| 26 | Дроздово          | деревня                         | ↗3        | Шашковский     |
| 27 | Дьяковское        | деревня                         | ↗4        | Назаровский    |
| 28 | Ераково           | деревня                         | ↘9        | Шашковский     |
| 29 | Ермолино          | деревня                         | ↗12       | Назаровский    |
| 30 | Ивановское        | деревня                         | ↘0        | Назаровский    |
| 31 | Ивановское        | деревня                         | ↗28       | Шашковский     |
| 32 | Ивашево           | деревня                         | ↘26       | Назаровский    |
| 33 | Инопажь           | деревня                         | ↗4        | Назаровский    |
| 34 | Капустино         | деревня                         | ↘8        | Назаровский    |
| 35 | Караново          | деревня                         | ↗20       | Шашковский     |
| 36 | Кедровка          | посёлок                         | ↘45       | Назаровский    |
| 37 | Кирова            | посёлок                         | ↘8        | Шашковский     |
| 38 | Кузьминское       | деревня                         | →0        | Шашковский     |
| 39 | Куликово          | деревня                         | ↗6        | Шашковский     |
| 40 | Кушляево          | деревня                         | ↘62       | Назаровский    |
| 41 | Майский           | посёлок                         | ↘138      | Назаровский    |
| 42 | Малое Троицкое    | деревня                         | ↘3        | Назаровский    |
| 43 | Мартюнино         | деревня                         | ↗17       | Шашковский     |
| 44 | Маурино           | деревня                         | →0        | Назаровский    |
| 45 | Митянино          | деревня                         | →0        | Назаровский    |
| 46 | Мокеевское        | деревня                         | ↘1        | Шашковский     |
| 47 | Мошково           | деревня                         | ↗3        | Шашковский     |
| 48 | Назарово          | деревня, административный центр | ↘446      | Назаровский    |
| 49 | Нескучное         | деревня                         | →4        | Шашковский     |
| 50 | Новый Посёлок     | деревня                         | ↘60       | Шашковский     |
| 51 | Оборино           | деревня                         | ↗2        | Назаровский    |
| 52 | Олешково          | деревня                         | →0        | Шашковский     |
| 53 | Паздеринское      | деревня                         | ↘12       | Шашковский     |
| 54 | Паулино           | деревня                         | ↘0        | Шашковский     |
| 55 | Пеньково          | деревня                         | →0        | Шашковский     |
| 56 | Петряево          | деревня                         | →4        | Шашковский     |
| 57 | Пирогово          | деревня                         | ↘5        | Шашковский     |
| 58 | Погорелка         | деревня                         | ↗12       | Шашковский     |
| 59 | Починок           | деревня                         | →0        | Шашковский     |
| 60 | Протасово         | деревня                         | →6        | Назаровский    |
| 61 | Раменье           | деревня                         | →0        | Шашковский     |
| 62 | Рыжиково          | деревня                         | →0        | Назаровский    |
| 63 | Седлово           | деревня                         | →0        | Шашковский     |
| 64 | Селезенево        | деревня                         | →0        | Шашковский     |
| 65 | Селишки           | деревня                         | ↘28       | Назаровский    |
| 66 | Селишко-Окороково | деревня                         | ↘30       | Назаровский    |
| 67 | Сельцо            | деревня                         | ↗61       | Назаровский    |
| 68 | Сорокино          | деревня                         | →0        | Шашковский     |
| 69 | Спасс             | село                            | ↘21       | Назаровский    |
| 70 | Старое Быково     | деревня                         | ↗9        | Назаровский    |
| 71 | Староселье        | деревня                         | ↘4        | Назаровский    |
| 72 | Староселье        | посёлок                         | ↗59       | Назаровский    |
| 73 | Сыроежино         | деревня                         | →0        | Шашковский     |
| 74 | Тимново           | деревня                         | ↘2        | Шашковский     |
| 75 | Титовское         | деревня                         | ↘1        | Шашковский     |
| 76 | Фалелеево         | деревня                         | ↘36       | Назаровский    |
| 77 | Фёдоровское       | деревня                         | ↗13       | Назаровский    |
| 78 | Фёдоровское       | деревня                         | ↘3        | Шашковский     |
| 79 | Федюшино          | деревня                         | ↘4        | Шашковский     |
| 80 | Филиппово         | деревня                         | →1        | Назаровский    |
| 81 | Фоминское         | деревня                         | →0        | Назаровский    |
| 82 | Ханютино          | деревня                         | →0        | Назаровский    |
| 83 | Хопылево          | деревня                         | ↗3        | Шашковский     |
| 84 | Хорошилово        | деревня                         | ↘3        | Назаровский    |
| 85 | Чернышево         | деревня                         | →0        | Шашковский     |
| 86 | Чернышкино        | деревня                         | →0        | Шашковский     |
| 87 | Шашково           | посёлок                         | ↘639      | Шашковский     |
| 88 | Шестовское        | деревня                         | ↘9        | Шашковский     |
| 89 | Шишкино           | деревня                         | →8        | Назаровский    |

## Почта в сельском поселении
Почтовое обслуживание населения поселения производят 3 сельских почтовых отделения и городские почтовые отделения города Рыбинск:
- Городское почтовое отделение Рыбинск-6. Обслуживает западную часть деревень Назаровского сельского округа[16].
- Городское почтовое отделение Рыбинск-9. Обслуживает часть деревень Назаровского сельского округа вблизи восточной части города[17].
- Почтовое отделение Назарово, ближайшее к городу сельское почтовое отделение. Обслуживает часть деревень Назаровского сельского округа[18].
- Почтовое отделение Ераково, среднее по удалённости от Рыбинска сельское почтовое отделение. Обслуживает ближнюю к городу часть деревень Шашковского сельского округа[19].
- Почтовое отделение Шашково, наиболее удалённое от Рыбинска сельское почтовое отделение. Обслуживает дальнюю от города часть деревень Шашковского сельского округа[20].

## Школы поселения
В поселении действуют две школы:
- Шашковская школа
- Школа в Назарово носит традиционное название Гавриловской[21].

## Здравоохранение
На территории поселения имеется единственно медицинское учреждение — амбулатория в Шашково.